# Hetepibra
Hetepibra (fl. XVIII-XVII secolo a.C.) è stato il nono sovrano, secondo il Canone Reale, della XIII dinastia egizia.

## Biografia
Da parte di molti studiosi (ad esempio Kim Ryholt)  è stato proposto che questo sovrano coincida con Sehetepibra che il Canone reale riporta nella posizione 6.8 e lo sdoppiamento sia dovuto ad un errore dello scriba che in epoca ramesside compilò il papiro.
Questa circostanza è supportata anche dal rinvenimento ad Ebla in Siria di un reperto recante il nome di Hetepibra Hornedjehiryotef sa Kemau dove sa Kemau è traducibile con figlio dell'asiatico, epiteto riferibile anche a Setepibra che in un'iscrizione è detto figlio di Ameny l'asiatico (Sankhtawy).
L'oggetto in questione è una mazza cerimoniale, rinvenuta, dalla missione archeologica italiana diretta da Paolo Matthiae, in quella che viene chiamata la Tomba del Signore dei capridi. Sul manico dell'oggetto, probabilmente un dono, è riportata, in geroglifico, la titolatura reale di Hetepibra. Nella stessa tomba è stata anche rinvenuta una coppa di fattura egizia recante la scritta, in caratteri cuneiformi, appartiene ad Imneya (verosimilmente il nome del proprietario della tomba)
Questi fatti, senza arrivare ad ipotizzare come hanno fatto alcuni studiosi, un'origine asiatica di questo sovrano e dei suoi predecessori (l'epiteto l'asiatico potrebbe indicare un'influenza o una conquista, come nel più famoso caso di Scipione l'Africano), confermerebbero il permanere di rapporti commerciali, ed anche politici, dell'Egitto con il Medio Oriente.
A questo sovrano viene anche attribuita la costruzione, alcuni decenni prima del periodo hyksos, di un palazzo nell'area di Avaris (resti scoperti di recente da una missione austriaca a Tell el-Dab'a), zona che diverrà in seguito la capitale della XV dinastia.
L'indicazione della discendenza nel nomem fa ritenere che questo sovrano non fosse nato all'interno della famiglia reale

## Liste Reali
| N5 | s | R4 | t · p | ib | Z1 |

| N5 | s | R4 | t · p | ib | Z1 |

| N5 | s | R4 | t · p | ib | Z1 |

| N5 | s | R4 | t · p | ib | Z1 |

| N5 | s | R4 | t · p | ib | Z1 |

| N5 | s | R4 | t · p | ib | Z1 |

| N5 | s | R4 | t · p | ib | Z1 |

| N5 | s | R4 | t · p | ib | Z1 |

## Titolatura
| G5 |

| G5 |

|       |
| \| \| |
|       |
|       |

|  |

|       |
| \| \| |
|       |
|       |

|  |

| G16 |

| G16 |

|  |

| G8 |

| G8 |

|  |

| M23 · X1 | L2 · X1 |

| M23 · X1 | L2 · X1 |

| N5 | R4 | t · p | ib |

| N5 | R4 | t · p | ib |

| N5 | R4 | t · p | ib |

| N5 | R4 | t · p | ib |

| N5 | R4 | t · p | ib |

| N5 | R4 | t · p | ib |

| N5 | R4 | t · p | ib |

| N5 | R4 | t · p | ib |

| G39 | N5 |

| G39 | N5 |

| T14 | G43 | G39 | G5 | Aa27 | I10 | D2 · t | I9 |

| T14 | G43 | G39 | G5 | Aa27 | I10 | D2 · t | I9 |

| T14 | G43 | G39 | G5 | Aa27 | I10 | D2 · t | I9 |

| T14 | G43 | G39 | G5 | Aa27 | I10 | D2 · t | I9 |

| T14 | G43 | G39 | G5 | Aa27 | I10 | D2 · t | I9 |

| T14 | G43 | G39 | G5 | Aa27 | I10 | D2 · t | I9 |

| T14 | G43 | G39 | G5 | Aa27 | I10 | D2 · t | I9 |

| T14 | G43 | G39 | G5 | Aa27 | I10 | D2 · t | I9 |

## Altre datazioni
| Autore | Anni di regno         |
| ------ | --------------------- |
| Ryholt | 1791 a.C. - 1788 a.C. |
| Franke | 1738 a.C.             |